# قطان مروزی
عین‌الزمان ابوعلی حسن بن علی قطّان مروزی یکی از دانشمندان اواخر سدهٔ پنجم و اوایل سدهٔ ششم هجری بود. او در ادب و پزشکی زبردست بود.
پیشینیان او اهل بخارا بودند ولی خود او در سال ۴۶۵ هجری قمری در شهر مرو به دنیا آمد و از این رو به مروزی نامور شد. او علاوه بر پزشکی و ادبیات در هندسه و حکمت نیز ماهر بود ولی بیشتر به پزشکی می‌پرداخت. در سال ۵۴۸ که ترکان غز ترکتازی و ویرانگری می‌کردند به دست آنان اسیر شد و در اسارت آنان را دشنامهای سخت داد و غزها که از دشنام‌های او آزرده شده بودند آنقدر خاک در دهانش ریختند تا مرد.

## آثار
از میان چند کتاب نوشتهٔ قطان مروزی کتاب کیهان شناخت مهمترین و مشهورترین کتاب او به‌شمار می‌آید که دربارهٔ ستاره‌شناسی است. دیگر کتاب‌های او مشجر نسب ابی‌طالب، عروضی به فارسی، الدوحه و رساله‌هایی در پزشکی هستند.